# Andrew Granville
Andrew James Granville, né le 7 septembre 1962, est un mathématicien britannique, spécialiste de théorie des nombres.
Il est professeur de mathématiques à l'université de Montréal depuis 2002. Il était auparavant à l'université de Géorgie, de 1991 à 2002.

## Carrière
Granville avait obtenu son B.A.  en 1983 et son Certificat d'études avancées  en 1984 au Trinity College de Cambridge, puis en 1987 son Ph.D. de l'université Queen's à Kingston (Ontario) sous la direction de Paulo Ribenboim.
Il effectue principalement ses recherches en théorie analytique des nombres. En 1994, s'appuyant sur une idée de Paul Erdős, il a démontré, avec Carl Pomerance et William Alford (en), qu'il existait une infinité de nombres de Carmichael. Cela a valu à Pomerance et lui de faire partie des orateurs invités au congrès international des mathématiciens de 1994 à Zurich. Tous deux avaient auparavant copublié avec Erdős.
Granville a aussi travaillé sur la conjecture de Goldbach, la conjecture abc, la conjecture de Cramér et les nombres premiers jumeaux.

## Prix et distinctions
En 1999, il est le premier lauréat du prix Ribenboim.
En 2006, il a été coopté membre de la Société royale du Canada et a reçu le prix Jeffery-Williams de la SMC. En 2008, il a remporté le prix Chauvenet de la MAA pour son article It is easy to determine whether a given integer is prime.
En 2021 il est lauréat du prix CRM-Fields-PIMS.
Parmi ses étudiants de thèse figure Ernest Croot (en).

## Source
- (en) Cet article est partiellement ou en totalité issu de l’article de Wikipédia en anglais intitulé « Andrew Granville » (voir la liste des auteurs).